# Зе Бету
Жозе Алберту Тейшейра Феррейринья (порт. José Alberto Teixeira Ferreirinha), более известный, как Зе Бету (порт. Zé Beto; 21 февраля 1960, Матозиньюш — 4 февраля 1990, Порту) — португальский футболист, вратарь.

## Клубная карьера
Зе Бету родился в Матозиньюше и присоединился к молодёжной академии «Порту» в 17 лет. В сезоне 1979/80, находясь в аренде в клубе «Бейра-Мар», он дебютировал в Примейра-лиге, проведя 24 матча. Вернувшись в «Порту», Зе Бету в течение трёх сезонов был резервным вратарем, а в сезоне 1983/84 стал основным. В финале Кубка обладателей кубков УЕФА 1983/84 против «Ювентуса» он вышел в стартовом составе; матч завершился поражением 1:2. В одном из эпизодов встречи Зе Бету ударил бокового арбитра флажком, за что был дисквалифицирован УЕФА на два года.
После возвращения он конкурировал за место в составе с польским вратарем Юзефом Млынарчиком, а затем уступил позицию молодому Витору Баии. Зе Бету находился в заявке «Порту» в победных финалах Кубка европейских чемпионов и Межконтинентального кубка в 1987 году.

## Международная карьера
Зе Бету провёл три матча за национальную сборную Португалии после инцидента «Салтилло» на чемпионате мира 1986 года. Его дебют состоялся 12 октября 1986 года в отборочном матче чемпионата Европы 1988 против Швеции, завершившемся со счетом 1:1. Ранее он участвовал в молодёжном чемпионате мира 1979 года в Японии, где сыграл в трёх из четырех матчей за сборную до 20 лет.
Зе Бету погиб в автокатастрофе в Порту 4 февраля 1990 года, за 17 дней до своего 30-летия.